# Поддубье (Изборская волость)
Поддубье — деревня в Печорском районе Псковской области России. Входит в состав сельского поселения «Изборская волость».
Расположена в 28 км к юго-востоку от города Печоры и в 6 км к югу от Изборска.

## Население
Численность населения деревни на 2000 год составляет 23 человек, на 2011 год — 15 человек.
| 2001 | 2002 | 2010 |
| ---- | ---- | ---- |
| 23   | ↗24  | ↘19  |